# Zapasy na Igrzyskach Ameryki Środkowej i Karaibów 1946
Turniej w ramach Igrzysk w Baranquilli 1946 

## Tabela medalowa
|   | Państwo |   |   |   | Razem: |
| - | ------- | - | - | - | ------ |
| 1 | Kuba    | 3 | 4 | 0 | 7      |
| 2 | Panama  | 3 | 2 | 2 | 7      |
| 3 | Meksyk  | 1 | 1 | 3 | 5      |
|   | razem:  | 7 | 7 | 5 | 19     |

## Wyniki

### W stylu wolnym
| Waga   | złoty            | srebrny            | brązowy           |
| ------ | ---------------- | ------------------ | ----------------- |
| 58 kg  | Augusto Alvarado | Alfredo Leon       | Arturo Olivera    |
| 63 kg  | Raul Guerra      | Nicolas Montesinos | Victor Castrellon |
| 69 kg  | Jesus Rodriguez  | Rodolfo Jimenez    | José Luis Pérez   |
| 76 kg  | Eduardo Assam    | Jorge Garcia       | Lionel Evans      |
| 85 kg  | Jose M.Albinana  | Jose Granucci      | Alfredo Baeza     |
| 90 kg  | Roy Richards     | Manuel Santamaria  | ----              |
| 130 kg | Luis Friedman    | Rafael Cambo       | ----              |